# گیرمو مارین
گیرمو مارین (اسپانیایی: Guillermo Marín‎؛ ۱۹۰۵ – ۲۱ مه ۱۹۸۸) بازیگر اهل اسپانیا بود.
وی یکی از هنرپیشگان پیشگام در سینمای اسپانیا در دهٔ ۴۰ میلادی و همچنین در عرصهٔ تئاتر در دههٔ ۵۰ میلادی بود.
او در چندین فیلمِ مهم از ساخته‌های ادگار نویل هنرنمایی کرد، اما سرانجام ترجیح داد تا بیشتر، در زمینهٔ تئاتر فعالیت کند.
از فیلم‌ها یا برنامه‌های تلویزیونی که وی در آن نقش داشته است، می‌توان به آخرین روزهای پمپئی و دخترم ایلدگارت اشاره کرد.